# Angela Whyte
Angela Whyte, född 22 maj 1980, är en friidrottare från Kanada. Hon deltog vid olympiska sommarspelen 2004, olympiska sommarspelen 2008 och olympiska sommarspelen 2016.